# Au Bonheur des dames (groupe)
Pour les articles homonymes, voir Au Bonheur des Dames (homonymie).
Au Bonheur des dames est un groupe de comedy rock français, originaire de Paris. Il est formé en 1972 par Vincent Lamy (Eddick Ritchell) et Jacques Pradel (Rita Brantalou), principalement actif dans les années 1970 aux années 1980.

## Biographie
Le nom Au Bonheur des dames est inspiré du titre du roman classique Au Bonheur des Dames d'Émile Zola. Pour l'Encyclopédie du Rock, le groupe « reste la référence de ceux qui manient l’humour potache et le rock 'n' roll. ».
Leur plus grand succès est Oh les filles, une reprise du groupe Les Pingouins datant de 1962 (dont le chanteur Thierry « Lou » Vincent a réalisé leur album Twist) (chanson elle-même reprise d'une chanson de 1957, Sugaree, chantée par Rusty York), qui figure sur leur premier album Twist, sorti en 1974. Le groupe avait donné son premier concert en janvier 1972 au Golf-Drouot. En 1977, ils sont à l'affiche du premier Printemps de Bourges. Le groupe se sépare une première fois en 1980.

### Reformations
Après une reformation en 1987, le groupe se sépare cette même année dans de mauvaises conditions, le propriétaire intellectuel du nom refusant de le céder à ceux qui, autour de Ramon Pipin, désirent continuer. Ces derniers ne se produiront plus que dans le groupe Odeurs créé vers 1979.
Le groupe fait un retour en 1997 avec deux concerts à l'Olympia, qui donnent lieu à la publication d'un album en public. Nouveau retour en 2006 avec un concert au Grand Rex le 19 octobre.
Le groupe sort un nouvel album en 2016, intitulé Place aux jeunes. Le groupe participe de novembre 2016 à février 2017 à la tournée Âge Tendre aux côtés de chanteurs comme Sheila et Gérard Lenorman.

## Membres

### Derniers membres
- Paul Pote  — basse (depuis 2006)
- Lucky Gordini — guitare (depuis 2013)
- Abraham Hautfond-Desbois — saxophone, claviers (depuis 2013)
- Junior — batterie (depuis 2013) (de Qui suis-je?)

### Membres d'origine

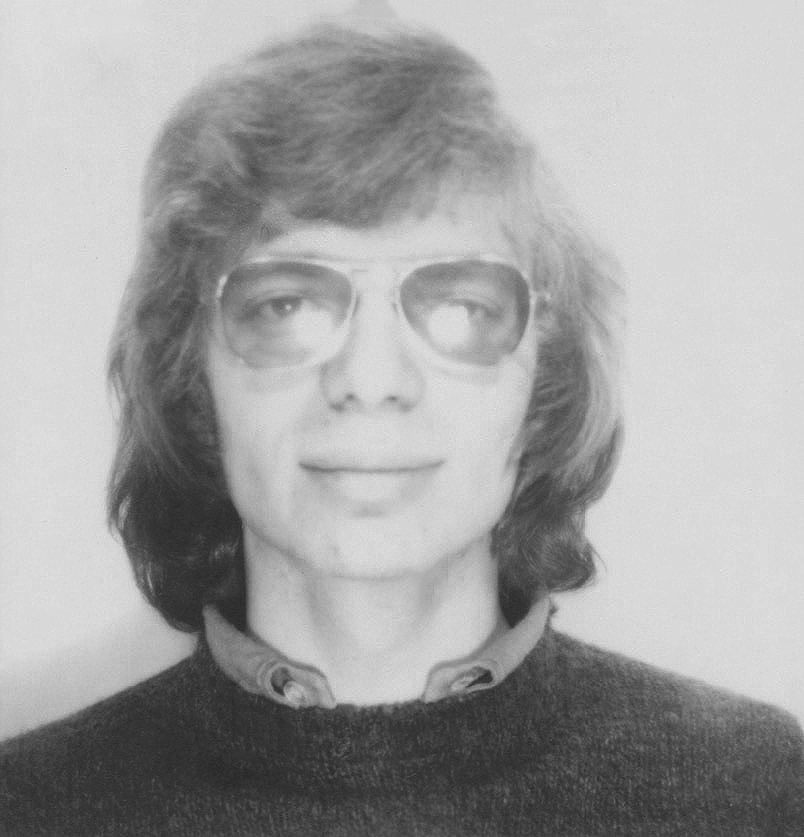
Ramon Pipin en 1973.

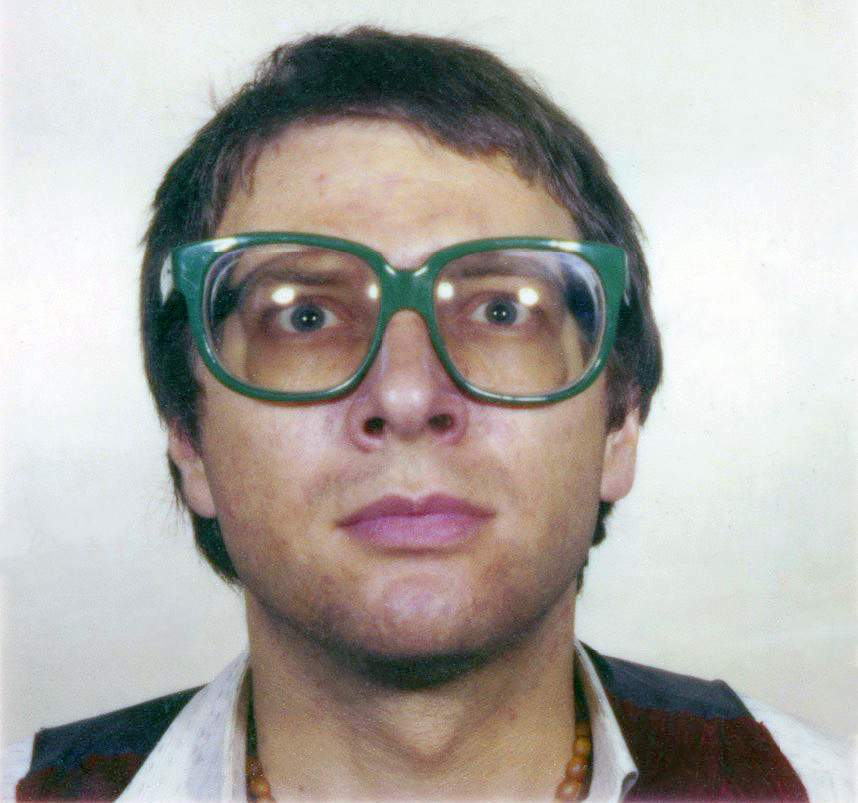
Lamy Vincent en 1978.

- Vincent Lamy alias Eddick Ritchell — chant
- Ramon Pipin (Alain Ranval) — guitare, chant, basse, claviers, EBow, programmation, rumbatronic
- Sharon Glory (Philippe Vauvillé) — chant
- Shitty Télaouine (Daniel Dollé) — basse
- Gérard Manjoué (Yves-Antoine Spoto) — claviers
- Jimmy Freud — chant, chœurs, harmonica
- Wolfgang Lion — piano
- Ulrich Danone — trompette
- Chick Béru — guitare
- Alonso Canapelli — batterie
- José Mogador — trompette
- Bruno Besse — guitare
- Sergio « Queutav » Pontoise — piano
- Roger « Flambant » Rogers — saxophone
- Olaf Teurchev — contrebasse
- Marcel Kebir — batterie
- Jool de G. — batterie
- Laurent de Gaspéris (Fabrice des Dieux) — banjo, basse, batterie, chants, chœurs, claviers, cuatro, guitare, mandoline, orgue, tambourin, vocodeurs
- Dean des Fantômes — guitares, apache
- Marc Perier — basse
- César Pompidou (Camille Saféris) — batterie
- Pascal Simoni, claviers, Hammond B3, piano
- Jean-Mi Tapdur — glockenspiel, percussion, xylophone, vibraphone
- Yannick Vandevoir — batterie
- Jean-Pierre Prévotat — batterie (ex-batteur du groupe Triangle, rejoint Au Bonheur des dames dans les années 1980 notamment pour leur concert au Liban)
- Chiffon di Mozart (François Debaecker) — claviers
- L'Émir Abel Huilda Rachid (Mahamad Hadi, Mad Sheer Khan) — guitare
- Hubert de la Motte Fifrée (Dominique Esnault) — batterie et chant († fin 2003)
- Rudi « Kartoffun » Müller — guitare († 2005)
- Alain Magniette (Costric 1er) — paroles († novembre 2015)
- Gépetto Ben Glabros (Pierre Rigaud) — saxophone († août 2017)
- Rita Brantalou (Jacques Pradel) — guitare, basse († juillet 2021)[3].

### Alain Magniette
Rejoint assez vite le groupe en tant que parolier de Twist et Coucou maman, il fut aussi créateur et président de l’éphémère Fan club de ce groupe de rock parodique. Journaliste, polémiste[réf. nécessaire], auteur dramatique, il doit son surnom à l’équipe du journal de contre-culture Actuel (1re formule) qui s’inscrivait dans la mouvance de la Novapress américaine, sous la conduite de Jean-François Bizot, il y  écrivit en 1971 et 1972 divers articles et billets d’humeur au style volontiers caustique, ce qui lui valut son surnom (donné, semble-t-il par Bizot lui-même).
Il collabora aussi à diverses publications dont BlackBombay, journal « dit souterrain », ainsi qu'à Saltimbanque avec Philippe Bardot  et Alain Pacadis et participa à la renaissance de L'Os à moelle de Pierre Dac. Essayiste, il a publié avec Yves Hirschfeld une grande encyclopédie de l’échec total publié chez Ramsey. Auteur, il écrivit notamment Les Parodies artificiels composés de courtes pièces qui furent jouées en 1976, par Sylvie Hamelin, Robert Kimich, Philippe Villiers et Serge Avédikian, d'abord de manière éphémère au café-théâtre de l'Odéon à Paris puis en tournée internationale à Champs-sur-Yonne. Costric 1er décède en novembre 2015.

## Discographie

### Albums studio
- 1974 : Twist
- 1975 : Coucou maman
- 1976 : Halte là!
- 1987 : Jour de fête
- 2006 : Métal moumoute
- 2016 : Place aux jeunes

### Albums live
- 1997 : Les Adieux

### Compilations
- 2007 : Quart de touist